# Paramunna gaussi
Paramunna gaussi är en kräftdjursart som beskrevs av Ernst Vanhöffen 1914. Paramunna gaussi ingår i släktet Paramunna och familjen Paramunnidae. Inga underarter finns listade i Catalogue of Life.